# Esthétique de la musique

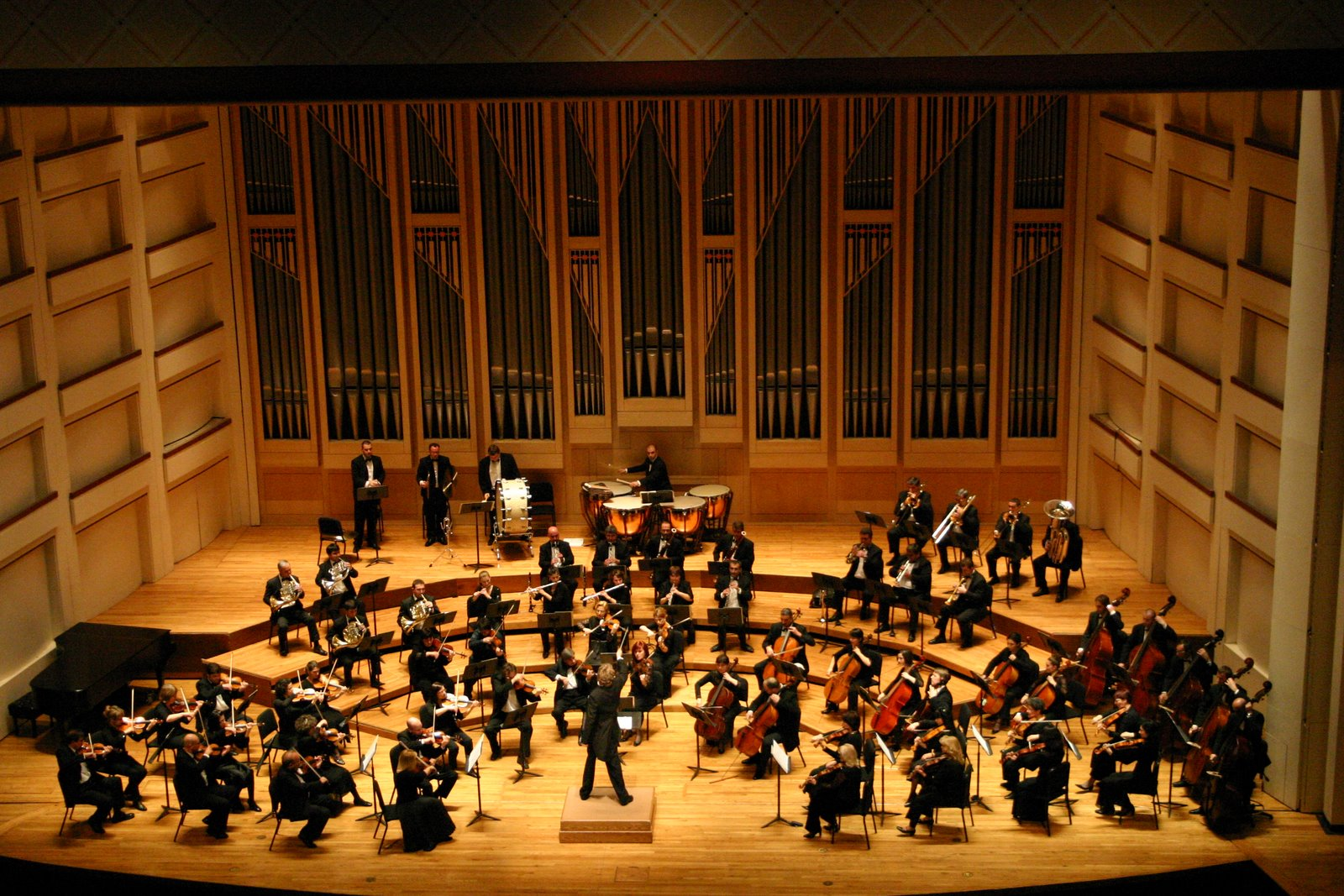
Les critiques musicaux écoutent des concerts d'orchestre symphonique. Ensuite, à partir d'outils esthétiques, ils rédigent une critique visant à apprécier l'interprétation : Ils peuvent évaluer le ton de l'orchestre, les tempos que le chef a choisis pour les mouvements symphoniques, le goût et le jugement manifestés par le chef dans ses choix créatifs, et même le choix des pièces qui ont formé le programme du concert.

Pour les articles homonymes, voir Esthétique (homonymie).
L'esthétique de la musique est une branche de la philosophie qui traite de la nature de l'art, de la beauté et du goût en musique, ainsi que de la création ou de l'appréciation de la beauté en musique. L'esthétique de la musique (ou esthétique musicale) voit ses centres d'intérêts évoluer, revirement attribué à Baumgarten, puis à Kant : avant le dix-huitième siècle, la question de l'harmonie cosmique et mathématique domine ce champ. Au dix-huitième siècle, c'est le plaisir des auditeurs qui retient l'attention des esthéticiens musicaux.
Philosophes comme non-philosophes développent ce domaine. Au vingtième siècle, des philosophes comme Peter Kivy, Jerrold Levinson, Roger Scruton et Stephen Davies contribuent significativement à l'esthétique de la musique, ainsi que musiciens, critiques musicaux et d'autres non-philosophes. Au XIXe siècle, un débat éclate entre Eduard Hanslick, critique musical et musicologue, et le compositeur Richard Wagner quant à savoir si la musique instrumentale pouvait communiquer des émotions à l'auditeur. D'après Wagner et ses disciples, c'est le cas, cette opinion est à l'origine des poèmes symphoniques instrumentaux, qui tentent, par la musique instrumentale, de raconter une histoire ou de dépeindre un paysage. En 1843, après la première de Tannhäuser à Dresde, Hanslick critique cet opéra de manière élogieuse, désignant Wagner comme « le grand nouvel espoir d'une nouvelle école d'opéra romantique allemand. » Thomas Grey, musicologue spécialisé dans l'opéra wagnérien à l'université de Stanford, affirme que « Du Beau en Musique fut écrit en riposte à la démagogie polémique et à la théorisation exagérée de Wagner. » Selon Hanslick et ses partisans, la musique instrumentale, limitée à des motifs sonores, ne peut transmettre émotions ni images.
Depuis l'Antiquité, le fait que la musique a la capacité d'affecter nos émotions, notre intellect et notre psychologie est admis. Elle a le pouvoir d'apaiser nos solitudes et d'exciter nos passions. Platon, dans La République, estime que la musique a un effet direct sur l'âme. Par conséquent, il propose que dans le régime idéal, la musique serait étroitement réglementée par l'État (Livre VII). L'esthétique de la musique s'intéresse beaucoup à la structure musicale, ainsi qu'au lyrisme, à l'harmonie, à l'hypnotisme, à l'émotivité, la résonance, l'enjouement et le timbre.

## XVIIIesiècle
Au XVIIIe siècle, la musique est en marge de l'esthétique. Ainsi, l'ouvrage de William Hogarth, L'analyse de la beauté, la mentionne-t-il à peine. Alors que l'art de la danse est considéré comme beau (ce traité se termine sur l'évocation du menuet), celui de la musique n'est qu'un accompagnement de la danse.
Emmanuel Kant, dans Critique de la faculté de juger, reconnait la beauté de la musique instrumentale, mais la trouve triviale : par comparaison aux autres beaux-arts, elle n'engage pas suffisamment l'entendement et elle manque de but moral. Pour afficher la combinaison du génie et du goût qui allie idées et beauté, Kant pense que la musique doit se combiner aux mots, comme dans l'opéra.

## XIXesiècle
Le XIXe siècle est marqué par l'ère du romantisme en musique. Certains compositeurs et musiciens affirment alors que la musique doit exprimer idées, émotions, images, voire une intrigue littéraire. Défiant les réserves de Kant sur la musique instrumentale, Ernst Hoffmann affirme en 1813 que la musique est fondamentalement l'art de la composition instrumentale. Cinq ans plus tard, Le monde comme volonté et représentation d' Arthur Schopenhauer soutient que la musique instrumentale est le plus grand art, car elle est capable de représenter l'organisation métaphysique de la réalité. Il estime que parce que la musique ne représente ni le monde phénoménal, ni ne fait de déclarations à son sujet, elle contourne à la fois le pictural et le verbal.D'après lui, la musique est bien plus proche de la vraie nature de toutes choses que toute autre forme d'art .
Si le mouvement romantique admet une capacité de représentation de la musique instrumentale, le lien avec la métaphysique, donné par Schopenhauer, apparait moins. En revanche, la musique peut représenter émotions et situations particulières. En 1832, le compositeur Robert Schumann déclare que son œuvre pour piano Papillons est « conçue comme une représentation musicale » de la scène finale d'un roman de Jean Paul, Flegeljahre. La thèse selon laquelle la valeur de la musique est liée à sa fonction de représentation est contrée par le formalisme d' Eduard Hanslick, déclenchant la « Guerre des romantiques ».
D'après Carl Dahlhaus, ce combat divise les esthéticiens en deux groupes concurrents : d'un côté, les formalistes, comme Hanslick, selon qui le plaisir de la musique se trouve dans l'appréciation formelle, de l'autre, les antiformalistes, comme Richard Wagner, pour qui la forme est un moyen d'atteindre d'autres fins artistiques. Des recherches récentes, cependant, remettent en cause le caractère fondamental de ce clivage : « Pendant longtemps, les récits de préoccupations esthétiques au cours de ce siècle se sont concentrés sur un conflit entre des auteurs qui étaient favorables à la forme ou au contenu de la musique. Cette interprétation de la période, cependant, est obsolète. » Andreas Dorshell juge qu'il faudrait remplacer cette tension par celle entre l'immédiateté sensuelle et les médiations intellectuelles :  le paradoxe de ce « médium immédiat », découvert en même temps que l'invention de « l'esthétique » au XVIIIe siècle, apparaît fortement dans les rencontres de la philosophie avec la musique au cours du XIXe siècle. [. . . ] Il semble plus fructueux maintenant de dévoiler le paradoxe du médium immédiat à travers un réseau de notions alternatives telles que le son et la matière, la sensation et le sens, l'habituation et l'innovation, l'imagination et le désir, le sens et l'interprétation, le corps et le geste." 

## XXesiècle
Le débat du XIXe siècle sur l'autonomie de la musique se poursuit au XXe siècle. Un groupe d'écrivains modernistes du début du vingtième siècle (dont le poète Ezra Pound) estime que la musique est pure car elle ne représente rien, et ne se réfère à rien, sinon elle-même : cette idée rejoint celle de Hanslick (Bucknell 2002). Albert Schweitzer, en revanche, s'oppose à cette affirmation.
Le compositeur Igor Stravinsky défend la conception moderniste de la musique. Selon lui, seul compte pour un compositeur « son appréhension du contour de la forme, car la forme est tout. Il ne peut rien dire sur les significations" (Stravinsky 1962, p. 115). Bien que le public puisse rechercher des significations, Stravinsky les avertit que ce sens n'est qu'une distraction par rapport à l'expérience musicale.
Au XXe siècle se pose aussi la question d'une hiérarchie musicale, qui se manifeste dans une distinction entre musique savante (qui répond à un idéal artistique et esthétique) et musique populaire. Pour Theodor Adorno, les industries culturelles produisent des musiques sentimentales et non sophistiquées destinées aux masses, au lieu d'un art plus difficile et critique, qui les feraient remettre en question leur vie sociale. De faux besoins, créés et satisfaits par le système capitaliste, peuvent remplacer les vrais : la liberté, la pleine expression du potentiel humain et de la créativité, et un véritable bonheur créatif.
Dans les années 1970, les travaux de Peter Kivy introduisent l'esthétique de la musique en philosophie analytique : il inspire un débat sur la nature de l'expressivité émotionnelle dans la musique. Il contribue aussi au débat sur la nature des interprétations authentiques de la musique ancienne, arguant qu'une grande partie du débat était incohérente car elle ne faisait pas la distinction entre quatre normes distinctes d' interprétation authentique de la musique (1995).

## XXIesiècle
Au XXIe siècle, des philosophes comme Nick Zangwill prolongent l'étude de l'esthétique de philosophes du vingtième siècle, tels Jerrold Levinson et Peter Kivy. Dans son livre 2014 sur l'esthétique de la musique intitulé Musique et réalité esthétique: Formalisme et les limites de la description, Zangwill présente sa position réaliste en écrivant : « Par « réalisme » au sujet de l'expérience musicale, j'entends une vue qui met en avant les propriétés esthétiques de la musique et notre expérience de ces propriétés : L'expérience musicale est une prise de conscience d'un ensemble de sons et de la structure sonore et de ses propriétés esthétiques. Tel est le contenu de l'expérience musicale." 
La musique contemporaine connaît des partisans et des détracteurs. Comme Theodor Adorno analysa la musique populaire au vingtième siècle, Eugene W. Holland conçoit le jazz comme modèle socio-économique, et Edward W. Sarath en fait un paradigme pour comprendre l'éducation et la société.

### Critique
Simon Frith (2004, p. 17-19) soutient que « la « mauvaise musique » est un concept nécessaire pour le plaisir musical, pour l'esthétique musicale ».
Frith donne trois qualités communes attribuées à la mauvaise musique : inauthentique, [de] mauvais goût (voir aussi : kitsch) et stupide. D'après lui, « le marquage de certains morceaux, genres et artistes comme « mauvais » est une partie nécessaire du plaisir de la musique populaire ; c'est une façon d'établir notre place dans divers mondes musicaux. Et « mauvais » est ici un mot clé car il suggère que les jugements esthétiques et éthiques sont liés ici : ne pas aimer un disque n’est pas seulement une question de goût ; c'est aussi une question d'argumentation, et l'argumentation qui compte" (p. 28). L'analyse de Frith de la musique populaire se fonde sur la sociologie.
Marxiste, Adorno est hostile à la musique populaire, qu'il juge simpliste et répétitive, et encourage un état d'esprit fasciste (1973, p. 126). Outre Adorno, Theodore Gracyk fournit une analyse de la musique populaire. Il soutient que les catégories et distinctions conceptuelles développées en réponse à la musique artistique sont systématiquement trompeuses lorsqu'elles sont appliquées à la musique populaire (1996). Dans le même temps, les dimensions sociales et politiques de la musique populaire ne la privent pas de valeur esthétique (2007).
En 2007, le musicologue et journaliste Craig Schuftan publie The Culture Club, livre établissant des liens entre les mouvements artistiques du modernisme et la musique populaire d'aujourd'hui et celle des décennies et même des siècles passés. Il introduit des liens entre cultures haute et basse. Une étude sur le même sujet, Entre Montmartre et le Mudd Club : la musique populaire et l'avant-garde, est publiée cinq ans plus tôt par le philosophe Bernard Gendron.